# Младежка река
Младежка река (до 11 януари 1950 г. Тъмна река, Карамлък) е река в Югоизточна България, област Бургас – община Малко Търново, ляв приток на река Велека. Дължината ѝ е 40 km
Младежка река извира под името Соуксу на 486 m н.в. в Странджа, на 800 m югоизточно от връх Батак чешма (509 m) на българо-турската граница. По цялото си протежение протича в дълбока гориста долина, до село Младежко на североизток, а след него – на югоизток. Влива се отляво в река Велека на 96 m н.в., на 2 km източно от историческата местност Петрова нива.
Площта на водосборния басейн на реката е 232 km², което представлява 23,3% от водосборния басейн на Велека.
Притоци: → ляв приток, ← десен приток
- → Близнашка река
- → Селския дол
- ← Кокордан
- ← Дядоянов дол
- ← Кадънски дол
- → Главикьовска река
- → Сърджова река
- → Сухата река
- ← Бакаджийски дол
- → Заберновска река

Младежка река е типична средиземноморска река с максимален отток през февруари и минимален през август. Средният годишен отток при моста на шосето Бургас – Малко Търново е 1,01 m3/s.
По течението на реката е разположено едно-единствено населено място, което дава и името на реката – село Младежко.
Водите на Младежка река са едни от най-чистите в България, но не се използват нито за водоснабдяване, нито за напояване.
Покрай левия бряг на реката, в долното ѝ течение по поречието на Заберновска река се намира резервата „Парория“.

## Топографска карта
- Лист от карта K-35-67. Мащаб: 1 : 100 000.
- Лист от карта K-35-68. Мащаб: 1 : 100 000.